# 広島県道・山口県道122号大竹和木線
広島県道・山口県道122号大竹和木線（ひろしまけんどう・やまぐちけんどう122ごう おおたけわきせん）は、広島県大竹市から山口県玖珂郡和木町に至る一般県道である。

## 概要
広島県大竹市から山口県玖珂郡和木町和木4丁目に至る。現在は、山口県玖珂郡和木町内のみ区域決定済で広島県大竹市側は未定。
1990年（平成2年）2月に認定されたが建設にあたって住民の理解を得られておらず、広島県側では区域決定未了状態が続いている。油見（ゆうみ）トンネル開通で小瀬川沿いの国道186号は旧道になっているのでもし国道からの降格が行われれば大竹市油見3丁目 - 大竹市新町2丁目間が本路線に編入される可能性が高いが、それがいつ実現するかははっきりしない（現在のところ同国道との重用関係はない）。

### 路線データ
- 起点：広島県大竹市（場所未定）
- 終点：山口県玖珂郡和木町和木4丁目（山口県道135号北中山岩国線交点）
- 未開通区間：起点 - 山口県玖珂郡和木町和木4丁目（小瀬川土手）

## 歴史
- 1990年（平成2年）
  - 2月1日 - 広島県告示第119号により広島県側の路線認定。
  - 2月6日 - 山口県告示第122号により山口県側の路線認定。

## 地理

### 通過する自治体
- 広島県
  - 大竹市
- 山口県
  - 玖珂郡和木町

### 交差する道路
| 交差する道路                    | 都道府県名 | 市町村名 | 市町村名 | 交差する場所 | 交差する場所 |
| ------------------------------- | ---------- | -------- | -------- | ------------ | ------------ |
| 国道186号未供用                 | 広島県     | 大竹市   | 大竹市   | 場所未定     | 起点         |
| 広島県道202号大竹停車場線未供用 | 広島県     | 大竹市   | 大竹市   | 場所未定     |              |
| 山口県道135号北中山岩国線       | 山口県     | 玖珂郡   | 和木町   | 和木4丁目    | 終点         |

### 沿線
- JR西日本山陽本線 大竹駅
- 大竹警察署
- 大竹市役所 大竹支所
- 大竹市大竹会館（アゼリアホール）
- 和木町立図書館
- 小瀬川